# 타락죽

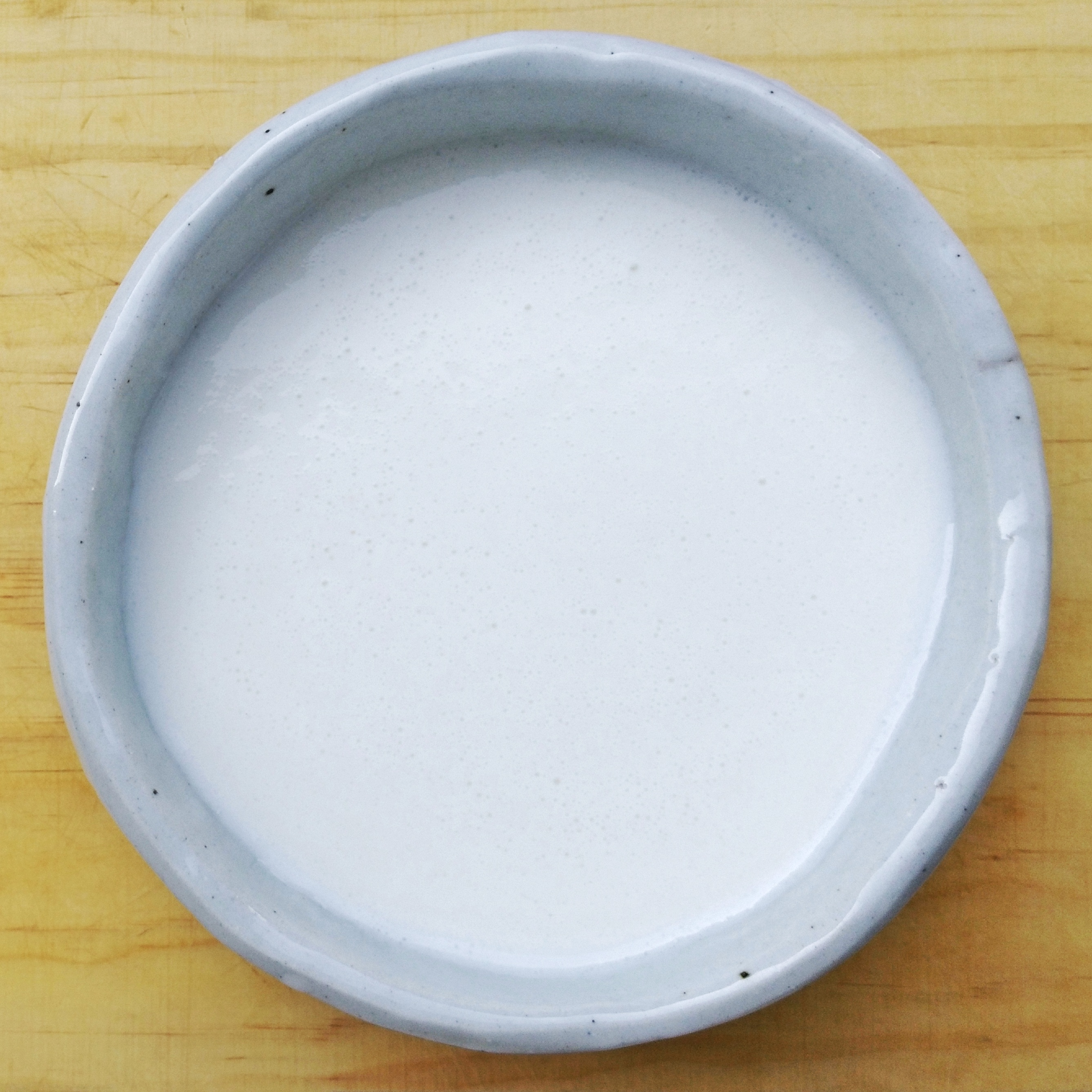
타락죽

타락죽(駝酪粥)은 한국의 죽 요리로, 곱게 간 쌀가루를 우유와 섞어 끓여 만들며, 우유죽이라고도 부른다.

## 역사
한국에서는 약 4세기경부터 귀족사회를 중심으로 우유를 먹기 시작했으나, 심지어 왕 조차도 항상 우유를 마실 수 있는 것은 아니었다. 과거 한국에는 젖소가 없었기 때문에 우유는 소가 새끼를 낳았을 때만 잠시 구할 수 있었다. 뿐만 아니라 우유는 신선함이 가장 중요한데, 멀리 떨어진 곳에선 우유를 신선하게 배달하는 것이 불가능했다. 따라서 우유로 만든 타락죽은 귀한 음식 중의 하나였으며, 왕이 병에 걸렸을 때 원기를 회복시키기 위해 먹는 등 특별한 경우에 먹는 보양식으로 여겼다. 또, 왕이 배고픔을 느꼈을 때 먹는 40여가지 죽의 한 가지였다고 한다. 조선 시대에는 귀족사회의 음식이 아닌 궁중 보양식이었다.
조선시대에는 서울 동쪽에 위치한 낙산에 왕실 전용 목장을 설치하고, 내의원에서 직접 소젖을 채집하였다. 날씨가 추워지면, 내의원에서는 왕의 건강을 위하여 타락죽을 먹을 것을 처방하기도 하였다.
타락죽을 만드는 법은 '증보산림경제(增補山林經濟)', '규합총서(閨閤叢書)', '부인필지(婦人必知)' 등에 기록되어 있다. 규합총서에 따르면, 우유와 무리의 비율을 1:0.8로 할 것으로 기록되어 있다. 이 비율은 유동적으로 바뀔 수 있으나 무리의 양이 우유의 양을 넘는 것은 바람직하지 않다.

## 어원
현대 한국어에서 ‘타락’은 우유를 뜻하지만, 중세 한국어에서는 발효유 등 좀더 넓은 의미의 유제품을 타락이라 불렀다. ‘타락’이란 말이 쓰인 가장 오래된 기록은 《월인석보》(1459)이다. ‘타락’의 어원으로는 돌궐어 torak에서 왔다는 설과 몽골어 тараг과 어원을 같이 한다는 설 등이 있다.

## 같이 보기
- 잣죽
- 전복죽
- 죽
- 조선왕조 궁중음식

## 레시피 링크
만개의레시피 - 타락죽 만들기 https://www.10000recipe.com/recipe/5986263?srsltid=AfmBOopAuWUODJ0rwn1uOw7wOx7bspo3XXd9_U21snrfW5mRByMGsz17